# Julia Kąkol
Julia Kąkol z domu Twardowska (ur. 4 maja 1995 w Środzie Wielkopolskiej) – polska siatkarka, grająca na pozycji przyjmującej i atakującej, reprezentantka kraju. Absolwentka SMS Sosnowiec.
Zadebiutowała w meczu z Grecją podczas rozgrywek grupy B Ligi Europejskiej.
W maju 2023, w wieku 28 lat postanowiła zakończyć sportową karierę. Oficjalnie nastąpiło to po zakończeniu sezonu 2022/2023.

## Sukcesy klubowe
Mistrzostwa Polski Juniorek:
- 2014

Mistrzostwa Polsk:
- 2017, 2019
- 2018, 2023[10]

Superpuchar Polski:
- 2017, 2018

Puchar Polski:
- 2018

## Sukcesy reprezentacyjne
Liga Europejska:
- 2014[11]

## Nagrody indywidualne
- 2018: MVP Pucharu Polski